# Wenezuela na Letnich Igrzyskach Olimpijskich 2012
Wenezuelę na Letnich Igrzyskach Olimpijskich 2012, które odbyły się w Londynie reprezentowało 69 zawodników. Zdobyli oni 1 medal, złoty, zajmując 50. miejsce w klasyfikacji medalowej.
Był to siedemnasty start reprezentacji Wenezueli na letnich igrzyskach olimpijskich.

## Zdobyte medale
| Medal | Zawodnik      | Dyscyplina | Konkurencja                   | Rezultat                                                            | Data       |
| ----- | ------------- | ---------- | ----------------------------- | ------------------------------------------------------------------- | ---------- |
| Złoto | Rubén Limardo | Szermierka | szpada indywidualnie mężczyzn | W finale pokonał reprezentanta Norwegii Bartosza Piaseckiego 15:10. | 1 sierpnia |

## Reprezentanci

### Boks
Mężczyźni
| Zawodnik        | Konkurencja | 1/16               | 1/8              | Ćwierćfinał      | Półfinał         | Finał            | Finał   |
| Zawodnik        | Konkurencja | Przeciwnik Wynik   | Przeciwnik Wynik | Przeciwnik Wynik | Przeciwnik Wynik | Przeciwnik Wynik | Miejsce |
| --------------- | ----------- | ------------------ | ---------------- | ---------------- | ---------------- | ---------------- | ------- |
| Gabriel Maestre | 69 kg       | Ghasemipour W 13-8 | Lusizi W 18-13   | Sapijew P 9-20   | NQ               | NQ               | NQ      |
| José Espinoza   | 75 kg       | Harcsa P 13-16     | NQ               | NQ               | NQ               | NQ               | NQ      |

Kobiety
| Zawodniczka      | Konkurencja | 1/8                 | Ćwierćfinał         | Półfinał            | Finał               | Finał   |
| Zawodniczka      | Konkurencja | Przeciwniczka Wynik | Przeciwniczka Wynik | Przeciwniczka Wynik | Przeciwniczka Wynik | Miejsce |
| ---------------- | ----------- | ------------------- | ------------------- | ------------------- | ------------------- | ------- |
| Karlha Magliocco | 51 kg       | Matos W 15-14       | Esparza P 16-24     | NQ                  | NQ                  | NQ      |

### Gimnastyka

#### Gimnastyka sportowa
Kobiety
| Zawodnik      | Konkurencja           | Kwalifikacje | Kwalifikacje | Kwalifikacje | Kwalifikacje | Kwalifikacje | Kwalifikacje | Finał    | Finał    | Finał    | Finał    | Finał  | Finał   |
| Zawodnik      | Konkurencja           | Przyrząd     | Przyrząd     | Przyrząd     | Przyrząd     | Razem        | Miejsce      | Przyrząd | Przyrząd | Przyrząd | Przyrząd | Razem  | Miejsce |
| Zawodnik      | Konkurencja           | FX           | VT           | UB           | BB           | Razem        | Miejsce      | FX       | VT       | UB       | BB       | Razem  | Miejsce |
| ------------- | --------------------- | ------------ | ------------ | ------------ | ------------ | ------------ | ------------ | -------- | -------- | -------- | -------- | ------ | ------- |
| Jessica López | wielobój indywidualny | 13.900       | 14.566       | 14.266       | 13.933       | 56.665       | 13.          | 13.800   | 14.800   | 13.900   | 13.000   | 55.500 | 18.     |

### Judo
Mężczyźni
| Zawodnik           | Konkurencja | 1/32             | 1/16                | 1/8                | Ćwierćfinał      | Półfinał         | Repasaż 1        | Repasaż 2        | Finał            | Finał   |
| Zawodnik           | Konkurencja | Przeciwnik Wynik | Przeciwnik Wynik    | Przeciwnik Wynik   | Przeciwnik Wynik | Przeciwnik Wynik | Przeciwnik Wynik | Przeciwnik Wynik | Przeciwnik Wynik | Pozycja |
| ------------------ | ----------- | ---------------- | ------------------- | ------------------ | ---------------- | ---------------- | ---------------- | ---------------- | ---------------- | ------- |
| Javier Guédez      | do 60 kg    | BYE              | Alamusi W 0111-0000 | Sobirow P0000-1000 | NQ               | NQ               | NQ               | NQ               | NQ               | NQ      |
| Ricardo Valderrama | do 66 kg    | BYE              | Drakšič P 0001-0010 | NQ                 | NQ               | NQ               | NQ               | NQ               | NQ               | NQ      |

Kobiety
| Giovanna Blanco | powyżej 78 kg | — | BYE | Sugimoto P 0000-0100 | NQ | NQ | NQ | NQ | NQ | NQ | NQ |

### Kolarstwo

#### Kolarstwo BMX
| Zawodnik          | Konkurencja | Eliminacje | Eliminacje | Półfinał | Półfinał | Finał | Finał   |
| Zawodnik          | Konkurencja | Wynik      | Miejsce    | Wynik    | Miejsce  | Wynik | Miejsce |
| ----------------- | ----------- | ---------- | ---------- | -------- | -------- | ----- | ------- |
| Stefany Hernández | Kobiety     | 41.253     | 12.        | 15 pkt.  | 5.       | NQ    | NQ      |

#### Kolarstwo szosowe
Mężczyźni
| Zawodnik          | Konkurencja                | Czas     | Miejsce |
| ----------------- | -------------------------- | -------- | ------- |
| Tomás Gil         | Wyścig ze startu wspólnego | 5:46:37  | 70.     |
| Tomás Gil         | Jazda indywidualna na czas | 57:05.12 | 33.     |
| Jackson Rodríguez | Wyścig ze startu wspólnego | 5:46:37  | 51.     |
| Miguel Ubeto      | Wyścig ze startu wspólnego | 5:46:37  | 45.     |

Kobiety
| Zawodnik        | Konkurencja                | Czas | Miejsce |
| --------------- | -------------------------- | ---- | ------- |
| Danielys García | Wyścig ze startu wspólnego | DNF  | DNF     |

#### Kolarstwo torowe
Mężczyźni
| Zawodnik        | Konkurencja | Kwalifikacje  | Kwalifikacje | Runda 1         | Repasaż 1        | Runda 2         | Repasaż 2        | Ćwierćfinały    | Półfinały       | Finał                                       | Finał   |
| Zawodnik        | Konkurencja | Czas Szybkość | Miejsce      | Przeciwnik Czas | Przeciwnik Czas  | Przeciwnik Czas | Przeciwnik Czas  | Przeciwnik Czas | Przeciwnik Czas | Przeciwnik Czas                             | Pozycja |
| --------------- | ----------- | ------------- | ------------ | --------------- | ---------------- | --------------- | ---------------- | --------------- | --------------- | ------------------------------------------- | ------- |
| Hersony Canelon | Sprint      | 10.123 71.125 | 6.           | Kelemen P       | Dawkins W 10.439 | Perkins P       | Nakagawa Awang P | NQ              | NQ              | O 9. miejsce Nakagawa Kelemen Esterhuizen P | 12.     |

| Zawodnicy                                  | Konkurencja      | Kwalifikacje | Kwalifikacje | Półfinał          | Półfinał | Finał             | Finał   |
| Zawodnicy                                  | Konkurencja      | Czas         | Miejsce      | Przeciwnicy Wynik | Miejsce  | Przeciwnicy Wynik | Miejsce |
| ------------------------------------------ | ---------------- | ------------ | ------------ | ----------------- | -------- | ----------------- | ------- |
| Hersony Canelon Cesar Marcano Angel Pulgar | Sprint drużynowy | 44.654       | 9.           | NQ                | NQ       | NQ                | NQ      |

| Zawodnik        | Konkurencja | Runda 1 | Repesaż | Runda 2 | Finał   |
| Zawodnik        | Konkurencja | Pozycja | Pozycja | Pozycja | Pozycja |
| --------------- | ----------- | ------- | ------- | ------- | ------- |
| Hersony Canelon | Keirin      | 3. R    | 2.      | 5.      | 12.     |

| Zawodnik       | Konkurencja | Start lotny | Start lotny | Wyścig punktowy | Wyścig punktowy | Wyścig eliminacyjny | Wyścig na dochodzenie | Wyścig na dochodzenie | Scratch | Wyścig na 1000 m | Wyścig na 1000 m | Suma punktów | Miejsce |
| Zawodnik       | Konkurencja | Czas        | Miejsce     | Punkty          | Miejsce         | Miejsce             | Czas                  | Miejsce               | Miejsce | Czas             | Miejsce          | Suma punktów | Miejsce |
| -------------- | ----------- | ----------- | ----------- | --------------- | --------------- | ------------------- | --------------------- | --------------------- | ------- | ---------------- | ---------------- | ------------ | ------- |
| Carlos Linares | Omnium      | 13.863      | 16.         | –18             | 16.             | 14.                 | 4:36.477              | 16.                   | 18.     | 1:06.773         | 16.              | 96           | 17.     |

Kobiet
| Zawodniczka     | Konkurencja | Kwalifikacje  | Kwalifikacje | Runda 1            | Repasaż 1          | Runda 2            | Repasaż 2          | Ćwierćfinały       | Półfinały          | Finał              | Finał   |
| Zawodniczka     | Konkurencja | Czas Szybkość | Miejsce      | Przeciwniczka Czas | Przeciwniczka Czas | Przeciwniczka Czas | Przeciwniczka Czas | Przeciwniczka Czas | Przeciwniczka Czas | Przeciwniczka Czas | Pozycja |
| --------------- | ----------- | ------------- | ------------ | ------------------ | ------------------ | ------------------ | ------------------ | ------------------ | ------------------ | ------------------ | ------- |
| Daniela Larreal | Sprint      | 11.569 62.235 | 16.          | Guo S P            | Kanis Cueff P      | NQ                 | NQ                 | NQ                 | NQ                 | NQ                 | NQ      |

| Zawodniczki                         | Konkurencja      | Kwalifikacje | Kwalifikacje | Półfinał            | Półfinał | Finał               | Finał   |
| Zawodniczki                         | Konkurencja      | Czas         | Miejsce      | Przeciwniczki Wynik | Miejsce  | Przeciwniczki Wynik | Miejsce |
| ----------------------------------- | ---------------- | ------------ | ------------ | ------------------- | -------- | ------------------- | ------- |
| Daniela Larreal María Estela Vilera | Sprint drużynowy | 34.320       | 8.           | Chiny P 34.415      | 7.       | NQ                  | NQ      |

| Zawodniczka     | Konkurencja | Runda 1 | Repesaż | Runda 2 | Finał   |
| Zawodniczka     | Konkurencja | Pozycja | Pozycja | Pozycja | Pozycja |
| --------------- | ----------- | ------- | ------- | ------- | ------- |
| Daniela Larreal | Keirin      | 3. R    | 3.      | 6.      | 9.      |

| Zawodniczka    | Konkurencja | Start lotny | Start lotny | Wyścig punktowy | Wyścig punktowy | Wyścig eliminacyjny | Wyścig na dochodzenie | Wyścig na dochodzenie | Scratch | Wyścig na 1000 m | Wyścig na 1000 m | Suma punktów | Miejsce |
| Zawodniczka    | Konkurencja | Czas        | Miejsce     | Punkty          | Miejsce         | Miejsce             | Czas                  | Miejsce               | Miejsce | Czas             | Miejsce          | Suma punktów | Miejsce |
| -------------- | ----------- | ----------- | ----------- | --------------- | --------------- | ------------------- | --------------------- | --------------------- | ------- | ---------------- | ---------------- | ------------ | ------- |
| Angie González | Omnium      | 15.115      | 17.         | 20              | 9.              | 18.                 | 3:54.926              | 17.                   | 17.     | 37.578           | 17.              | 95           | 18.     |

### Lekkoatletyka
Mężczyźni
| Zawodnik                                                               | Konkurencja          | Eliminacje | Eliminacje | Półfinał | Półfinał | Finał   | Finał   |
| Zawodnik                                                               | Konkurencja          | Wynik      | Miejsce    | Wynik    | Miejsce  | Wynik   | Miejsce |
| ---------------------------------------------------------------------- | -------------------- | ---------- | ---------- | -------- | -------- | ------- | ------- |
| Albert Bravo                                                           | 400m                 | 45.61      | 5.         | 46.22    | 7.       | NQ      | NQ      |
| Edward Villanueva                                                      | 1500m                | 3:43.11    | 11.        | NQ       | NQ       | NQ      | NQ      |
| José Peña                                                              | 3000m z przeszkodami | 8:24.06    | 8.         | —        | —        | NQ      | NQ      |
| Pedro Mora                                                             | maraton              | —          | —          | —        | —        | 2:22:40 | 62.     |
| Alberto Aguilar Albert Bravo Omar Longart José Meléndez Arturo Ramírez | sztafeta 4 × 400 m   | 3:02.62    | 4.         | —        | —        | 3:02.18 | 7.      |

Kobiety
| Zawodniczka       | Konkurencja  | Eliminacje | Eliminacje | Półfinał | Półfinał | Finał   | Finał   |
| Zawodniczka       | Konkurencja  | Wynik      | Miejsce    | Wynik    | Miejsce  | Wynik   | Miejsce |
| ----------------- | ------------ | ---------- | ---------- | -------- | -------- | ------- | ------- |
| Nercelis Soto     | 200 m        | 23.54      | 8.         | NQ       | NQ       | NQ      | NQ      |
| Yolimar Pineda    | maraton      | —          | —          | —        | —        | 2:45:16 | 94.     |
| Milángela Rosales | chód na 20km | —          | —          | —        | —        | 1:42:46 | 55.     |

| Zawodniczka    | Konkurencja    | Kwalifikacje | Kwalifikacje | Finał    | Finał   |
| Zawodniczka    | Konkurencja    | Rezultat     | Miejsce      | Rezultat | Miejsce |
| -------------- | -------------- | ------------ | ------------ | -------- | ------- |
| Yusbely Parra  | rzut oszczepem | DNS          | DNS          | NQ       | NQ      |
| Rosa Rodríguez | rzut młotem    | 67.34        | 27.          | NQ       | NQ      |

### Łucznictwo
Mężczyźni
| Zawodnik     | Konkurencja   | Runda rankingowa | Runda rankingowa | 1/32             | 1/16             | 1/8              | Ćwierćfinał      | Półfinał         | Finał            | Finał   |
| Zawodnik     | Konkurencja   | Punkty           | Rozstawienie     | Przeciwnik Wynik | Przeciwnik Wynik | Przeciwnik Wynik | Przeciwnik Wynik | Przeciwnik Wynik | Przeciwnik Wynik | Pozycja |
| ------------ | ------------- | ---------------- | ---------------- | ---------------- | ---------------- | ---------------- | ---------------- | ---------------- | ---------------- | ------- |
| Elías Malavé | indywidualnie | 666              | 25.              | Kuo C P 5-6      | NQ               | NQ               | NQ               | NQ               | NQ               | NQ      |

Kobiety
| Zawodniczka  | Konkurencja   | Runda rankingowa | Runda rankingowa | 1/32                | 1/16                | 1/8                 | Ćwierćfinał         | Półfinał            | Finał               | Finał   |
| Zawodniczka  | Konkurencja   | Punkty           | Rozstawienie     | Przeciwniczka Wynik | Przeciwniczka Wynik | Przeciwniczka Wynik | Przeciwniczka Wynik | Przeciwniczka Wynik | Przeciwniczka Wynik | Pozycja |
| ------------ | ------------- | ---------------- | ---------------- | ------------------- | ------------------- | ------------------- | ------------------- | ------------------- | ------------------- | ------- |
| Leidys Brito | indywidualnie | 634              | 45.              | Cheng M P 4-6       | NQ                  | NQ                  | NQ                  | NQ                  | NQ                  | NQ      |

### Pływanie
Mężczyźni
| Zawodnik                                                 | Konkurencja               | Eliminacje | Eliminacje | Półfinał | Półfinał | Finał     | Finał   |
| Zawodnik                                                 | Konkurencja               | Czas       | Miejsce    | Czas     | Miejsce  | Czas      | Miejsce |
| -------------------------------------------------------- | ------------------------- | ---------- | ---------- | -------- | -------- | --------- | ------- |
| Alejandro Gómez                                          | 1500 m dowolnym           | 15:27.38   | 23.        | —        | —        | NQ        | NQ      |
| Marcos Lavado                                            | 200 m motylkowym          | 1:59.31    | 27.        | NQ       | NQ       | NQ        | NQ      |
| Erwin Maldonado                                          | 10 km na otwartym akwenie | —          | —          | —        | —        | 1:50:52.9 | 13.     |
| Cristian Quintero                                        | 200 m stylem dowolnym     | 1:48.71    | 22.        | NQ       | NQ       | NQ        | NQ      |
| Cristian Quintero                                        | 400 m stylem dowolnym     | 3:50.44    | 16.        | —        | —        | NQ        | NQ      |
| Albert Subirats                                          | 100 m stylem motylkowym   | 53.18      | 28.        | NQ       | NQ       | NQ        | NQ      |
| Crox Acuña Octavio Alesi Marcos Lavado Cristian Quintero | 4×100 m stylem dowolnym   | 3:22.68    | 15.        | —        | —        | NQ        | NQ      |

Kobiety
| Zawodniczka    | Konkurencja               | Eliminacje | Eliminacje | Półfinał | Półfinał | Finał     | Finał   |
| Zawodniczka    | Konkurencja               | Czas       | Miejsce    | Czas     | Miejsce  | Czas      | Miejsce |
| -------------- | ------------------------- | ---------- | ---------- | -------- | -------- | --------- | ------- |
| Andreína Pinto | 400m dowolnym             | 4:08.45    | 15.        | —        | —        | NQ        | NQ      |
| Andreína Pinto | 800m dowolnym             | 8:26.43    | 6.         | —        | —        | 8:29.28   | 8.      |
| Andreína Pinto | 200m motylkowym           | 2:11.23    | 22.        | NQ       | NQ       | NQ        | NQ      |
| Andreína Pinto | 400m zmiennym             | 4:48.64    | 27.        | —        | —        | NQ        | NQ      |
| Yanel Pinto    | 10 km na otwartym akwenie | —          | —          | —        | —        | 1:59:05.8 | 14.     |
| Arlene Semeco  | 50m dowolnym              | 25.56      | 28.        | NQ       | NQ       | NQ        | NQ      |
| Arlene Semeco  | 100m dowolnym             | 56.90      | 33.        | NQ       | NQ       | NQ        | NQ      |

### Podnoszenie ciężarów
Mężczyźni
| Zawodnik       | Konkurencja | Rwanie | Rwanie  | Podrzut | Podrzut | Razem | Pozycja |
| Zawodnik       | Konkurencja | Wynik  | Pozycja | Wynik   | Pozycja | Razem | Pozycja |
| -------------- | ----------- | ------ | ------- | ------- | ------- | ----- | ------- |
| Junior Sánchez | Do 69 kg    | 148    | 4.      | 180     | 4.      | 328   | 5.      |

Kobiety
| Zawodniczka      | Konkurencja | Rwanie | Rwanie  | Podrzut | Podrzut | Razem | Pozycja |
| Zawodniczka      | Konkurencja | Wynik  | Pozycja | Wynik   | Pozycja | Razem | Pozycja |
| ---------------- | ----------- | ------ | ------- | ------- | ------- | ----- | ------- |
| Betsi Rivas      | Do 48 kg    | 70     | 10.     | 98      | 6.      | 168   | 8.      |
| Inmara Henríquez | Do 53 kg    | 81     | 14.     | 113     | 5.      | 194   | 10.     |

### Siatkówka

#### Siatkówka plażowa
| Zawodnicy                      | Konkurencja | Faza grupowa                                 | Faza grupowa                         | Faza grupowa                                | Pozycja | 1/8               | Ćwierćfinały      | Półfinały         | Finał/O 3. miejsce | Finał/O 3. miejsce |
| Zawodnicy                      | Konkurencja | Przeciwnicy Wynik                            | Przeciwnicy Wynik                    | Przeciwnicy Wynik                           | Pozycja | Przeciwnicy Wynik | Przeciwnicy Wynik | Przeciwnicy Wynik | Przeciwnicy Wynik  | Pozycja            |
| ------------------------------ | ----------- | -------------------------------------------- | ------------------------------------ | ------------------------------------------- | ------- | ----------------- | ----------------- | ----------------- | ------------------ | ------------------ |
| Igor Hernández Jesus Villafañe | Mężczyźni   | Nummerdor/Schuil P 1-2 (18-21, 21-17, 10-15) | Pļaviņš/Šmēdiņš P 0-2 (14-21, 16-21) | Erdmann/Matysik P 1-2 (22-10, 16-21, 11-15) | 4.      | NQ                | NQ                | NQ                | NQ                 | NQ                 |

### Skoki do wody
Mężczyźni
| Zawodnik           | Konkurencja                  | Preeliminacje | Preeliminacje | Półfinał | Półfinał | Finał  | Finał   |
| Zawodnik           | Konkurencja                  | Punkty        | Miejsce       | Punkty   | Miejsce  | Punkty | Miejsce |
| ------------------ | ---------------------------- | ------------- | ------------- | -------- | -------- | ------ | ------- |
| Edickson Contreras | trampolina 3 m indywidualnie | 301.45        | 28.           | NQ       | NQ       | NQ     | NQ      |
| Robert Páez        | trampolina 3 m indywidualnie | 382.60        | 25.           | NQ       | NQ       | NQ     | NQ      |

Kobiety
| Zawodniczka      | Konkurencja                  | Preeliminacje | Preeliminacje | Półfinał | Półfinał | Finał  | Finał   |
| Zawodniczka      | Konkurencja                  | Punkty        | Miejsce       | Punkty   | Miejsce  | Punkty | Miejsce |
| ---------------- | ---------------------------- | ------------- | ------------- | -------- | -------- | ------ | ------- |
| Jocelyn Castillo | trampolina 3 m indywidualnie | 266.00        | 23.           | NQ       | NQ       | NQ     | NQ      |

### Strzelectwo
Kobiety
| Zawodniczka    | Konkurencja                | Kwalifikacje | Kwalifikacje | Finał  | Finał   |
| Zawodniczka    | Konkurencja                | Punkty       | Miejsce      | Punkty | Miejsce |
| -------------- | -------------------------- | ------------ | ------------ | ------ | ------- |
| Maribel Pineda | pistolet sportowy 25 m     | 560          | 38.          | NQ     | NQ      |
| Maribel Pineda | pistolet pneumatyczny 10 m | 365          | 45.          | NQ     | NQ      |

### Szermierka
Mężczyźni
| Zawodnik         | Konkurencja          | 1/32             | 1/16              | 1/8              | Ćwierćfinały     | Półfinały        | Finał            | Finał   |
| Zawodnik         | Konkurencja          | Przeciwnik Wynik | Przeciwnik Wynik  | Przeciwnik Wynik | Przeciwnik Wynik | Przeciwnik Wynik | Przeciwnik Wynik | Pozycja |
| ---------------- | -------------------- | ---------------- | ----------------- | ---------------- | ---------------- | ---------------- | ---------------- | ------- |
| Silvio Fernández | Szpada indywidualnie | —                | Aleksanin W 15-12 | Kudajew W 15-3   | Kelsey P 9-15    | NQ               | NQ               | NQ      |
| Rubén Limardo    | Szpada indywidualnie | —                | Fayez W 15-13     | Heinzer W 15-11  | Pizzo W 15-12    | Kelsey W 6-5     | Piasecki W 15-10 | złoto   |
| Hernan Jansen    | Szabla indywidualnie | Samandi W 15-13  | Jakimienko P 4-15 | NQ               | NQ               | NQ               | NQ               | NQ      |

Kobiety
| Zawodniczka       | Konkurencja          | 1/32                | 1/16                | 1/8                 | Ćwierćfinały        | Półfinały           | Finał               | Finał   |    |
| Zawodniczka       | Konkurencja          | Przeciwniczka Wynik | Przeciwniczka Wynik | Przeciwniczka Wynik | Przeciwniczka Wynik | Przeciwniczka Wynik | Przeciwniczka Wynik | Pozycja |    |
| ----------------- | -------------------- | ------------------- | ------------------- | ------------------- | ------------------- | ------------------- | ------------------- | ------- | -- |
| Maria Martinez    | Szpada indywidualnie | Duplitzer P 10-15   | NQ                  | NQ                  | NQ                  | NQ                  | NQ                  | NQ      |    |
| Johana Fuenmayor  | Floret indywidualnie | El Gammal W 15-9    | Errigo P 4-15       | NQ                  | NQ                  | NQ                  | NQ                  | NQ      |    |
| Alejandra Benítez | Szabla indywidualnie | —                   | Lee RJ W 15-9       | Wielika P 10-15     | NQ                  | NQ                  | NQ                  | NQ      | NQ |

### Tenis stołowy
Kobiety
| Zawodniczka   | Konkurencja | Eliminacje          | Runda 1             | Runda 2             | Runda 3             | Runda 4             | Ćwierćfinały        | Półfinały           | Finał               | Finał   |
| Zawodniczka   | Konkurencja | Przeciwniczka Wynik | Przeciwniczka Wynik | Przeciwniczka Wynik | Przeciwniczka Wynik | Przeciwniczka Wynik | Przeciwniczka Wynik | Przeciwniczka Wynik | Przeciwniczka Wynik | Pozycja |
| ------------- | ----------- | ------------------- | ------------------- | ------------------- | ------------------- | ------------------- | ------------------- | ------------------- | ------------------- | ------- |
| Fabiola Ramos | Singel      | BYE                 | Tóth P 3-4          | NQ                  | NQ                  | NQ                  | NQ                  | NQ                  | NQ                  | NQ      |

### Zapasy
Mężczyźni – styl wolny
| Zawodnik         | Konkurencja | Kwalifikacje     | 1/8              | Ćwierćfinał      | Półfinał         | Repesaż 1        | Repesaż 2        | Finał            | Finał   |
| Zawodnik         | Konkurencja | Przeciwnik Wynik | Przeciwnik Wynik | Przeciwnik Wynik | Przeciwnik Wynik | Przeciwnik Wynik | Przeciwnik Wynik | Przeciwnik Wynik | Pozycja |
| ---------------- | ----------- | ---------------- | ---------------- | ---------------- | ---------------- | ---------------- | ---------------- | ---------------- | ------- |
| Ricardo Roberty  | −74 kg      | Midana P 1-3     | NQ               | NQ               | NQ               | NQ               | NQ               | NQ               | 12.     |
| José Daniel Díaz | −84 kg      | BYE              | Zvirbulis P 1-3  | NQ               | NQ               | NQ               | NQ               | NQ               | 17.     |

Mężczyźni – styl klasyczny
| Zawodnik        | Konkurencja | Kwalifikacje     | 1/8              | Ćwierćfinał      | Półfinał         | Repesaż 1        | Repesaż 2        | Finał            | Finał   |
| Zawodnik        | Konkurencja | Przeciwnik Wynik | Przeciwnik Wynik | Przeciwnik Wynik | Przeciwnik Wynik | Przeciwnik Wynik | Przeciwnik Wynik | Przeciwnik Wynik | Pozycja |
| --------------- | ----------- | ---------------- | ---------------- | ---------------- | ---------------- | ---------------- | ---------------- | ---------------- | ------- |
| Luis Liendo     | −60 kg      | BYE              | Kebispajew P 0-3 | NQ               | NQ               | NQ               | NQ               | NQ               | 12.     |
| Wuileixis Rivas | −66 kg      | BYE              | Guénot P 0-3     | NQ               | NQ               | NQ               | NQ               | NQ               | 16.     |
| Erwin Caraballo | −96 kg      | Arusaar P 0-3    | NQ               | NQ               | NQ               | NQ               | NQ               | NQ               | 19.     |

Kobiety
| Zawodniczka     | Konkurencja | Kwalifikacje        | 1/8                 | Ćwierćfinał         | Półfinał            | Repasaż 1           | Repasaż 2           | Finał               | Finał   |
| Zawodniczka     | Konkurencja | Przeciwniczka Wynik | Przeciwniczka Wynik | Przeciwniczka Wynik | Przeciwniczka Wynik | Przeciwniczka Wynik | Przeciwniczka Wynik | Przeciwniczka Wynik | Miejsce |
| --------------- | ----------- | ------------------- | ------------------- | ------------------- | ------------------- | ------------------- | ------------------- | ------------------- | ------- |
| Mayelis Caripá  | −48 kg      | BYE                 | Engelhardt W 3-1    | Merłeni P 0-5       | NQ                  | NQ                  | NQ                  | NQ                  | 10.     |
| Marcia Andrades | −55 kg      | Żołobowa P 0-3      | NQ                  | NQ                  | NQ                  | NQ                  | NQ                  | NQ                  | 19.     |

### Żeglarstwo
Mężczyźni
| Zawodnik         | Konkurencja | Wyścig | Wyścig | Wyścig | Wyścig | Wyścig | Wyścig | Wyścig | Wyścig | Wyścig | Wyścig | Wyścig | Punkty | Finałowa pozycja |
| Zawodnik         | Konkurencja | 1      | 2      | 3      | 4      | 5      | 6      | 7      | 8      | 9      | 10     | M*     | Punkty | Finałowa pozycja |
| ---------------- | ----------- | ------ | ------ | ------ | ------ | ------ | ------ | ------ | ------ | ------ | ------ | ------ | ------ | ---------------- |
| Daniel Flores    | RS:X        | 37     | 37     | 29     | 32     | 30     | 24     | 32     | 29     | 23     | 19     | –      | 252    | 31.              |
| Jose Miguel Ruíz | Laser       | 45     | 46     | 34     | 37     | 42     | 36     | 33     | 44     | 35     | 28     | –      | 333    | 41.              |